# Lydella adiscalis
Lydella adiscalis är en tvåvingeart som beskrevs av Chao 1982. Lydella adiscalis ingår i släktet Lydella och familjen parasitflugor. Inga underarter finns listade i Catalogue of Life.